# Endel Jaanimägi
Endel Jaanimägi (ur. 14 lutego 1919 w miejscowości Vastse-Antsla vald, zm. 1 marca 1974 w Tallinnie) – polityk Estońskiej SRR.

## Życiorys
W 1940 został członkiem WKP(b), 1944-1945 był członkiem KC Komsomołu Estonii, od 1945 do 1948 uczył się w Wyższej Szkole Partyjnej przy KC WKP(b), po czym został zastępcą kierownika Wydziału Propagandy i Agitacji KC Komunistycznej Partii (bolszewików) Estonii (do 1951). W 1951 na rok objął funkcję kierownika Działu Literatury Pięknej i Wydawnictw KC KP(b)E, od maja 1952 do maja 1953 był sekretarzem Komitetu Obwodowego KP(b)E/KPE w Tartu, w 1953 kierował Wydziałem Kultury i Nauki KC KPE. Od 20 sierpnia 1953 do 11 lutego 1954 był sekretarzem KC KPE i jednocześnie członkiem Biura KC KPE, od 1954 do 1957 wiceministrem kultury Estońskiej SRR, od 1957 do 22 maja 1962 przewodniczącym Komitetu Radia i Telewizji przy Radzie Ministrów Estońskiej SRR, a od 22 maja 1962 do końca życia (1974) przewodniczącym Państwowego Komitetu Rady Ministrów Estońskiej SRR ds. Radia i Telewizji. 
Był odznaczony Orderem „Znak Honoru” (1962).